# Импичмент Билла Клинтона
Попытка импичмента президента США Билла Клинтона (1998—1999) имела место вследствие сексуального скандала с Моникой Левински и последующих судебных разбирательств, которые послужили основаниями для обвинений Клинтона в лжесвидетельстве и воспрепятствовании правосудию.

## Сексуальный скандал Билла Клинтона — Моники Левински
Сексуальный скандал Билла Клинтона и Моники Левински — политический скандал в США 1998 году, возникший из-за сексуальных связей между 42-м президентом США Биллом Клинтоном и 25-летней практиканткой Моникой Левински (в кабинете главы государства). Информация об этом и последующее расследование привели к попытке импичмента Билла Клинтона в 1998 году, дело дошло до голосования в Палате Представителей по обвинению в лжесвидетельстве и воспрепятствовании правосудию.
В 1995 году Моника Левински, дипломированный специалист, была принята на работу в Белом Доме. Общаясь с Президентом США Биллом Клинтоном, согласилась на сексуальную связь, которая продолжалась с ноября 1995 по март 1997 (всего было, как утверждают, девять случаев орального секса).
Затем она оставила Белый Дом, чтобы работать в Пентагоне и перестала общаться с Президентом. Об этой истории Моника сообщила сотруднице отдела защиты Линде Трипп, которая тайно вела записи телефонных бесед. В январе 1998 года к расследованию приступил Кеннет Стар, который расследовал многие другие политические скандалы. Сообщения о скандале появились 17 января 1998 года на интернет-сайтах, 21 января 1998 года в газете Вашингтон пост.
26 января Президент Клинтон заявил: «Я не имел сексуальных отношений с этой женщиной, мисс Левински». «Первая леди» Хиллари Клинтон публично поддержала мужа во время скандала и заявила, что эта история — заговор правых сил против Президента. 28 июля Левински под присягой заявила на суде присяжных, что имела сексуальные отношения с Клинтоном, включая оральный секс, что могло быть подтверждено вещественными доказательствами (остатки семенной жидкости на платье потерпевшей) и показаниями Трипп. 17 августа Клинтон заявил на суде, что «он имел неподобающие физические отношения с Левински». Однако ранее, в судебном процессе по делу Полы Джонс, Клинтон утверждал, что он не имел сексуальных отношений с Левински, что впоследствии послужило основанием для обвинения Клинтона в лжесвидетельстве. Защита Клинтона указывала на недоказанность понятия «сексуальные отношения».

## Голосование в Палате представителей

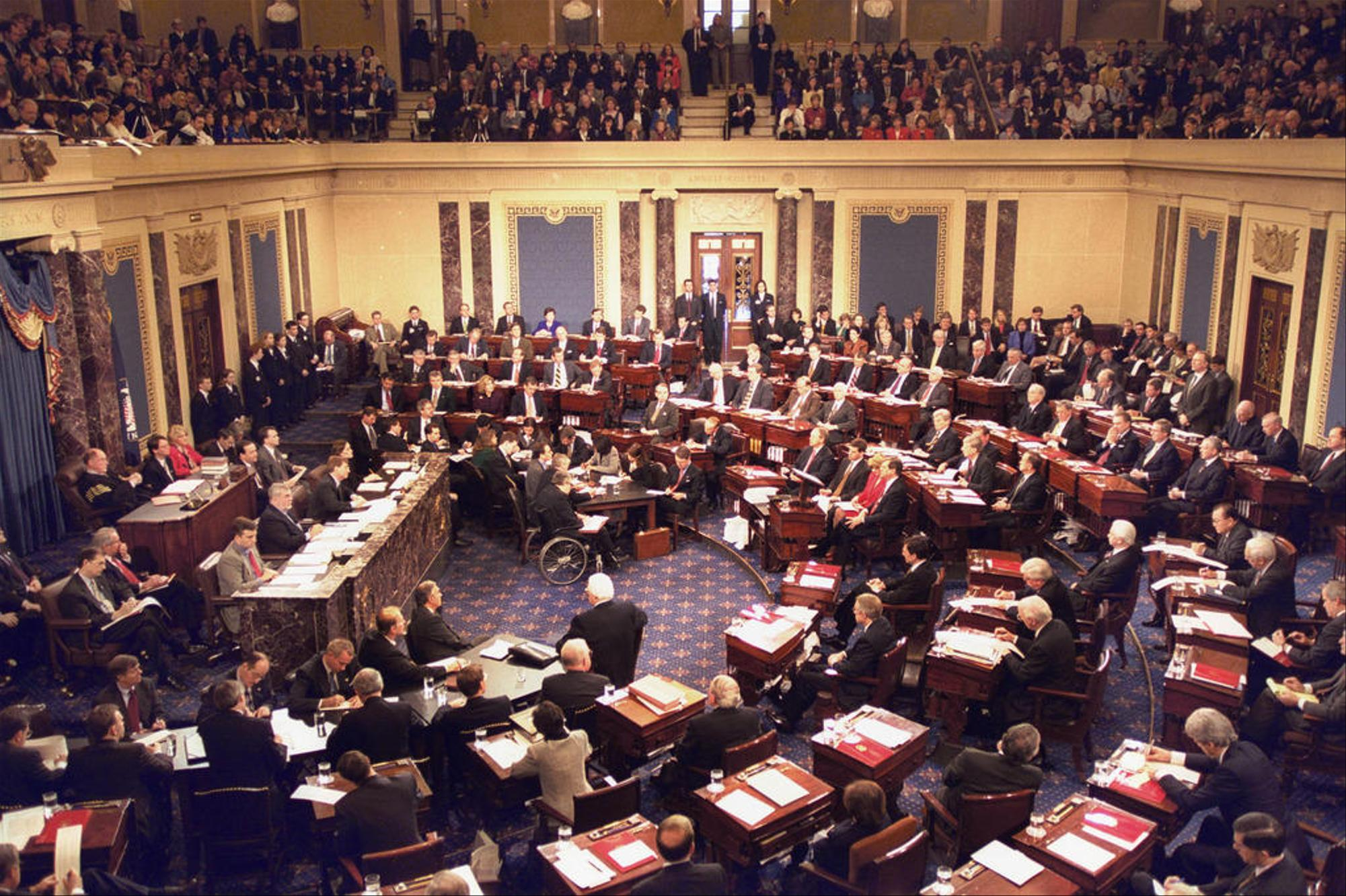
Заседание по делу об импичменте Клинтона

По Конституции США Палата Представителей определяет обвинения, которые Сенат должен рассмотреть как судейская коллегия. Конституция предусматривает импичмент в случае государственной измены, взяточничества, других преступлений и серьёзных проступков. Депутаты-республиканцы, составлявшие большинство в обеих палатах Конгресса, склонялись к тому, что Клинтон заслуживает импичмента. 5 ноября Клинтону были направлены письменные вопросы, слушания по делу начались 19 ноября. После ответа Клинтона на голосование были вынесены четыре пункта обвинения:
1. Ложь на суде присяжных 17 августа 1998 года;
2. Ложь на суде по делу Полы Джонс 23 декабря 1997 года и 17 января 1998 года;
3. Препятствование правосудию по делу Полы Джонс;
4. Злоупотребление должностным положением.

Голосованием был одобрен первый пункт обвинения (228—206), отклонён второй пункт (205—229), одобрен третий пункт (221—212), отклонён четвёртый пункт (148—285). 19 декабря Палата Представителей отправила одобренные обвинения в Сенат. Заседание Сената было назначено на 7 января 1999 года.

## Голосование в сенате
По поводу обвинения в лжесвидетельстве 45 сенаторов признали президента виновным и 55 сенаторов (45 демократов и 10 республиканцев) — невиновным. По поводу воспрепятствованию правосудию 50 сенаторов высказались за виновность Клинтона и 50 (45 демократов и 5 республиканцев) — против. В обоих случаях для осуждения Клинтона было необходимо две трети голосов (то есть голоса 67 сенаторов).
| Штат              | Сенатор                | Партия | Обвинение в лжесвидетельстве | Воспрепятствование правосудию |
| ----------------- | ---------------------- | ------ | ---------------------------- | ----------------------------- |
| Мичиган           | Спенсер Абрахам        | респ.  | виновен                      | виновен                       |
| Гавайи            | Дэниел Акака           | дем.   | невиновен                    | невиновен                     |
| Колорадо          | Уэйн Аллард            | респ.  | виновен                      | виновен                       |
| Миссури           | Джон Эшкрофт           | респ.  | виновен                      | виновен                       |
| Монтана           | Макс Бокус             | дем.   | невиновен                    | невиновен                     |
| Индиана           | Эван Бэя               | дем.   | невиновен                    | невиновен                     |
| Юта               | Роберт Беннетт         | респ.  | виновен                      | виновен                       |
| Делавэр           | Джо Байден             | дем.   | невиновен                    | невиновен                     |
| Нью-Мексико       | Джефф Бингаман         | дем.   | невиновен                    | невиновен                     |
| Миссури           | Кит Бонд               | респ.  | виновен                      | виновен                       |
| Калифорния        | Барбара Боксер         | дем.   | невиновен                    | невиновен                     |
| Луизиана          | Джон Бро               | дем.   | невиновен                    | невиновен                     |
| Канзас            | Сэм Броунбэк           | респ.  | виновен                      | виновен                       |
| Невада            | Ричард Брайан          | дем.   | невиновен                    | невиновен                     |
| Кентукки          | Джим Баннинг           | респ.  | виновен                      | виновен                       |
| Монтана           | Конрад Бёрнс           | респ.  | виновен                      | виновен                       |
| Западная Виргиния | Роберт Берд            | дем.   | невиновен                    | невиновен                     |
| Колорадо          | Бен Кэмпбелл Найтхорс  | респ.  | виновен                      | виновен                       |
| Род-Айленд        | Джон Чэфи              | респ.  | невиновен                    | невиновен                     |
| Джорджия          | Макс Клиланд           | дем.   | невиновен                    | невиновен                     |
| Миссисипи         | Тэд Кокран             | респ.  | виновен                      | виновен                       |
| Мэн               | Сьюзан Коллинз         | респ.  | невиновен                    | невиновен                     |
| Северная Дакота   | Кент Конрад            | дем.   | невиновен                    | невиновен                     |
| Джорджия          | Пол Коверделл          | респ.  | виновен                      | виновен                       |
| Айдахо            | Ларри Крэйг            | респ.  | виновен                      | виновен                       |
| Айдахо            | Майк Крапо             | респ.  | виновен                      | виновен                       |
| Южная Дакота      | Том Дэшл               | дем.   | невиновен                    | невиновен                     |
| Огайо             | Майк Девайн            | респ.  | виновен                      | виновен                       |
| Коннектикут       | Крис Додд              | дем.   | невиновен                    | невиновен                     |
| Северная Дакота   | Байрон Дорган          | дем.   | невиновен                    | невиновен                     |
| Нью-Мексико       | Пит Доменичи           | респ.  | виновен                      | виновен                       |
| Иллинойс          | Дик Дурбин             | дем.   | невиновен                    | невиновен                     |
| Северная Каролина | Джон Эдвардс           | дем.   | невиновен                    | невиновен                     |
| Вайоминг          | Майк Энзи              | респ.  | виновен                      | виновен                       |
| Висконсин         | Расс Файнголд          | дем.   | невиновен                    | невиновен                     |
| Калифорния        | Дайэнн Файнштейн       | дем.   | невиновен                    | невиновен                     |
| Иллинойс          | Питер Фицджеральд      | респ.  | виновен                      | виновен                       |
| Теннесси          | Билл Фрист             | респ.  | виновен                      | виновен                       |
| Вашингтон         | Слэйд Гортон           | респ.  | невиновен                    | виновен                       |
| Флорида           | Боб Грэм               | дем.   | невиновен                    | невиновен                     |
| Техас             | Фил Грамм              | респ.  | виновен                      | виновен                       |
| Миннесота         | Род Грамм              | респ.  | виновен                      | виновен                       |
| Айова             | Чак Грассли            | респ.  | виновен                      | виновен                       |
| Нью-Гэмпшир       | Джадд Грегг            | респ.  | виновен                      | виновен                       |
| Небраска          | Чак Хэгель             | респ.  | виновен                      | виновен                       |
| Айова             | Том Харкин             | дем.   | невиновен                    | невиновен                     |
| Юта               | Оррин Хатч             | респ.  | виновен                      | виновен                       |
| Северная Каролина | Джесс Хелмс            | респ.  | виновен                      | виновен                       |
| Южная Каролина    | Фриц Холлингс          | дем.   | невиновен                    | невиновен                     |
| Арканзас          | Тим Хатчинсон          | респ.  | виновен                      | виновен                       |
| Техас             | Кей Бейли Хатчисон     | респ.  | виновен                      | виновен                       |
| Оклахома          | Джим Инхоф             | респ.  | виновен                      | виновен                       |
| Гавайи            | Дэниел Иноуай          | дем.   | невиновен                    | невиновен                     |
| Вермонт           | Джим Джеффордс         | респ.  | невиновен                    | невиновен                     |
| Южная Дакота      | Тим Джонсон            | дем.   | невиновен                    | невиновен                     |
| Массачусетс       | Тед Кеннеди            | дем.   | невиновен                    | невиновен                     |
| Небраска          | Боб Керрей             | дем.   | невиновен                    | невиновен                     |
| Массачусетс       | Джон Керри             | дем.   | невиновен                    | невиновен                     |
| Висконсин         | Герб Коль              | дем.   | невиновен                    | невиновен                     |
| Аризона           | Джон Кил               | респ.  | виновен                      | виновен                       |
| Луизиана          | Мэри Лэндриу           | дем.   | невиновен                    | невиновен                     |
| Нью-Джерси        | Франк Лотенберг        | дем.   | невиновен                    | невиновен                     |
| Вермонт           | Патрик Лихи            | дем.   | невиновен                    | невиновен                     |
| Мичиган           | Карл Левин             | дем.   | невиновен                    | невиновен                     |
| Коннектикут       | Джо Либерман           | дем.   | невиновен                    | невиновен                     |
| Арканзас          | Бланш Линкольн         | дем.   | невиновен                    | невиновен                     |
| Миссисипи         | Трент Лотт             | респ.  | виновен                      | виновен                       |
| Индиана           | Ричард Лугар           | респ.  | виновен                      | виновен                       |
| Флорида           | Кони Мак III           | респ.  | виновен                      | виновен                       |
| Аризона           | Джон Маккейн           | респ.  | виновен                      | виновен                       |
| Кентукки          | Митч Макконнелл        | респ.  | виновен                      | виновен                       |
| Мэриленд          | Барбара Микалски       | дем.   | невиновен                    | невиновен                     |
| Нью-Йорк          | Дэниэл Патрик Мойнихэн | дем.   | невиновен                    | невиновен                     |
| Аляска            | Франк Меркауски        | респ.  | виновен                      | виновен                       |
| Вашингтон         | Патти Мюррей           | дем.   | невиновен                    | невиновен                     |
| Оклахома          | Дон Никлс              | респ.  | виновен                      | виновен                       |
| Род-Айленд        | Джек Рид               | дем.   | невиновен                    | невиновен                     |
| Невада            | Гарри Рейд             | дем.   | невиновен                    | невиновен                     |
| Виргиния          | Чарльз Робб            | дем.   | невиновен                    | невиновен                     |
| Канзас            | Пат Робертс            | респ.  | виновен                      | виновен                       |
| Западная Виргиния | Джей Рокфеллер         | дем.   | невиновен                    | невиновен                     |
| Делавэр           | Уильям Рот младший     | респ.  | виновен                      | виновен                       |
| Пенсильвания      | Рик Санторум           | респ.  | виновен                      | виновен                       |
| Мэриленд          | Пол Сарбейнз           | дем.   | невиновен                    | невиновен                     |
| Нью-Йорк          | Чак Шумер              | дем.   | невиновен                    | невиновен                     |
| Алабама           | Джефф Сешнс            | респ.  | виновен                      | виновен                       |
| Алабама           | Ричард Шелби           | респ.  | невиновен                    | виновен                       |
| Нью-Гэмпшир       | Боб Смит               | респ.  | виновен                      | виновен                       |
| Орегон            | Гордон Смит            | респ.  | виновен                      | виновен                       |
| Мэн               | Олимпия Сноу           | респ.  | невиновен                    | невиновен                     |
| Пенсильвания      | Арлен Спектер          | респ.  | не доказано                  | не доказано                   |
| Аляска            | Тед Стивенс            | респ.  | невиновен                    | виновен                       |
| Вайоминг          | Крейг Томас            | респ.  | виновен                      | виновен                       |
| Теннесси          | Фред Томпсон           | респ.  | невиновен                    | виновен                       |
| Южная Каролина    | Стром Термонд          | респ.  | виновен                      | виновен                       |
| Нью-Джерси        | Роберт Торричелли      | дем.   | невиновен                    | невиновен                     |
| Виргиния          | Джон Уорнер            | респ.  | невиновен                    | виновен                       |
| Огайо             | Джордж Войнович        | респ.  | виновен                      | виновен                       |
| Миннесота         | Пол Уэллстоун          | дем.   | невиновен                    | невиновен                     |
| Орегон            | Рон Уайден             | дем.   | невиновен                    | невиновен                     |

Два пункта обвинения сделали Клинтона третьим Президентом, привлекаемым к ответственности, после Эндрю Джонсона, которого едва не сместили в 1868 году, и Ричарда Никсона, который, опасаясь импичмента, ушёл в отставку в 1974 году.

## Параллели в искусстве

### В кинематографе
«Плутовство» — сатирическая комедия Барри Левинсона 1997 года о политических играх, проводимых советником президента и кинопродюсером после нашумевшего скандала адюльтера в Белом Доме.